# Austrium
Austrium – nazwa nowego pierwiastka chemicznego, którą zaproponował Eduard Linnemann w 1886. Będąc chemikiem na Uniwersytecie Karola prowadził eksperymenty nad pochodzącym z Norwegii ortchytem, podczas prac prowadzonych na przestrzeni kilku lat wykrył linie spektralne o długości 4165 Å i 1030 Å, których nie był w stanie przypisać do żadnej znanej substancji. Wnioski Linnemanna opublikowano 6 maja 1886, po jego śmierci i przeprowadzeniu wnikliwych badań w praskiej Akademii Nauk. Francuski chemik Paul Émile Lecoq de Boisbaudran wykazał, że ustalenia Eduarda Linnemanna mogą dotyczyć pochodnej galu, pierwiastka chemicznego, który on sam odkrył w 1875. Następnie Richard Pribram z Uniwersytetu w Czerniowcach ustalił, że austrium nie stanowi nowego pierwiastka, a jest pochodną galu. Mimo to Pribram uznał, że znalezienie niezidentyfikowanych linii spektralnych może stanowić podstawę do uznania za oddzielny związek chemiczny, któremu można nadać nazwę austrium, co stanowiłoby hołd złożony Linnemannowi. Zaznaczył jednak, że wyniki dotychczasowych badań nie uzasadniają ich kontynuacji.